# Holz

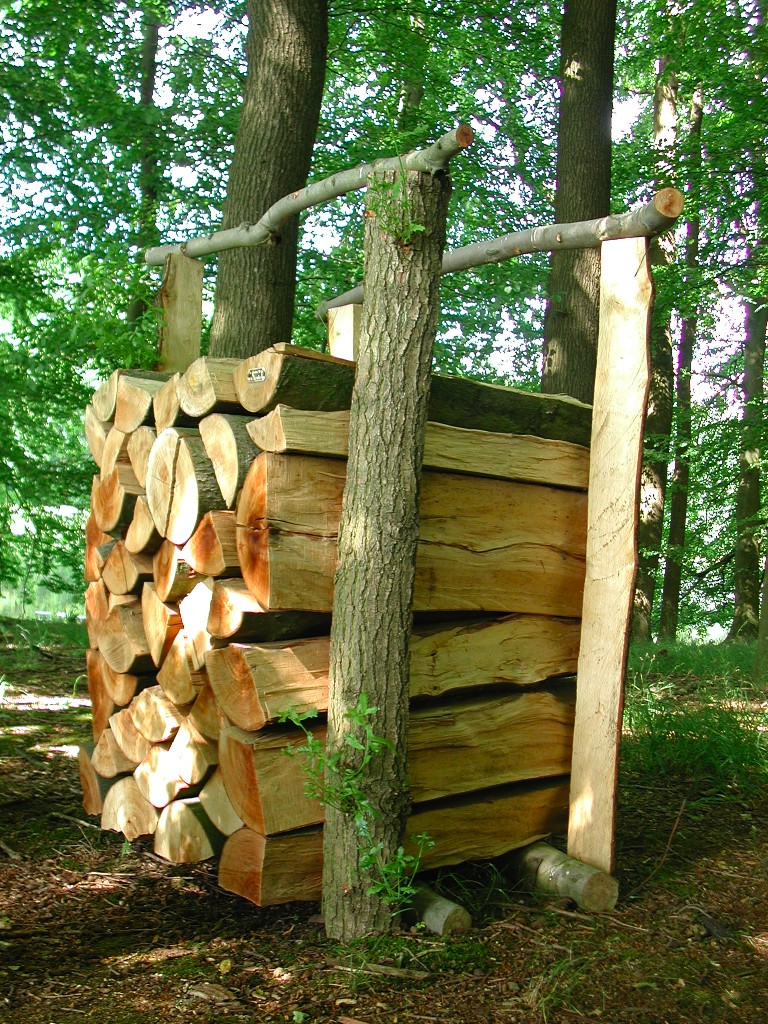
Ein Raummeter Holz, Dosenbek, Schleswig-Holstein

Holz (von germanisch *holta(z), ‚Holz‘, ‚Gehölz‘; aus indogermanisch *kl̩tˀo; ursprüngliche Bedeutungen, abgeleitet von indogermanisch *kel-, ‚schlagen‘: ‚Abgeschnittenes‘, ‚Gespaltenes‘, ‚schlagbares Holz‘; lateinisch lignum) bezeichnet im allgemeinen Sprachgebrauch das harte Gewebe der Sprossachsen (Stamm, Äste und Zweige) von Bäumen und Sträuchern. Botanisch wird Holz als das vom Kambium erzeugte sekundäre Xylem der Samenpflanzen definiert. Nach dieser Definition sind die holzigen Gewebe der Palmen und anderer höherer Pflanzen allerdings kein Holz im engeren Sinn. Kennzeichnend ist aber auch hier die Einlagerung von Lignin in die Zellwand. In einer weitergehenden Definition wird Holz daher auch als lignifiziertes (verholztes) pflanzliches Gewebe begriffen.
Kulturhistorisch gesehen zählen Gehölze wohl zu den ältesten genutzten Pflanzen. Als vielseitiger, insbesondere aber nachwachsender Rohstoff ist Holz bis heute eines der wichtigsten Pflanzenprodukte als Rohstoff für die Weiterverarbeitung und auch ein regenerativer Energieträger. Gegenstände und Bauwerke aus Holz (z. B. Bögen und Schilde, Holzkohle, Grubenholz, Bahnschwellen, Holzboote, Holzhäuser, Pfahlbauten und Forts, siehe auch Holzbau) sowie die Holzwirtschaft waren und sind ein Teil der menschlichen Zivilisation und Kulturgeschichte.
Die Abholzung von Wäldern an den Küsten des Mittelmeers war einer der ersten großen Eingriffe des Menschen in ein Ökosystem. Rodungen waren der erste Schritt, um das zu großen Teilen bewaldete Europa urbar zu machen.

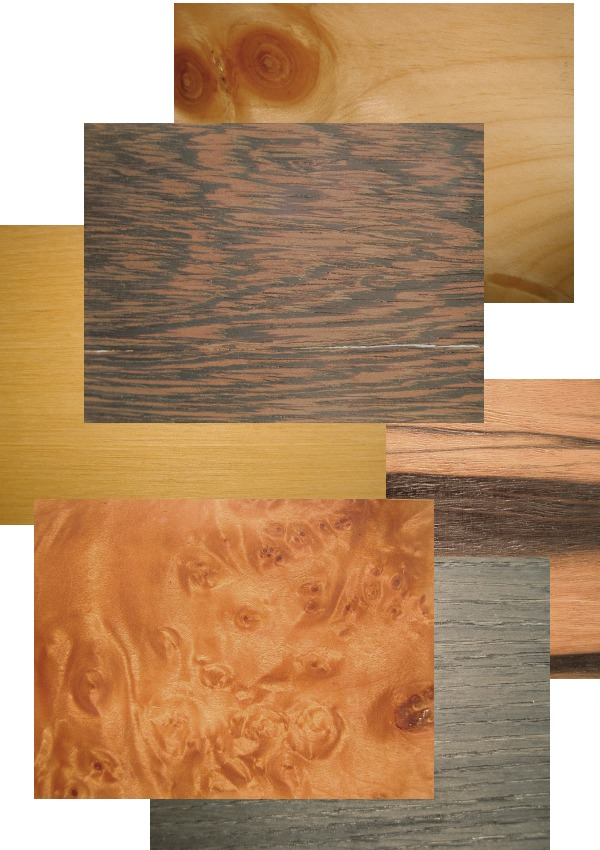
Verschiedene Holzarten, von oben nach unten: Weymouth-Kiefer, Wenge, Ramin, Makassar-Ebenholz, Ahorn-Maser, Mooreiche

## Entstehung von Holz

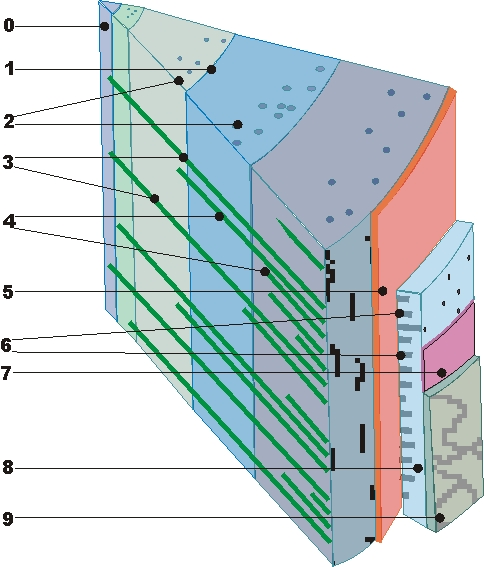
0 Mark, 1 Jahresringgrenze, 2 Harzkanäle, 3 primäre Holzstrahlen, 4 sekundäre Holzstrahlen, 5 Kambium, 6 Holzstrahlen des Bastes, 7 Korkkambium, 8 Bast, 9 Borke

Holz wird vom Kambium, dem Bildungsgewebe zwischen Holz und Rinde, gebildet (sekundäres Dickenwachstum).
Bei der Teilung einer Kambiumzelle entstehen zwei Zellen, von denen eine ihre Teilungsfähigkeit behält und zu einer neuen Initialzelle heranwächst. Aus der anderen wird eine Dauerzelle, die sich noch einmal oder mehrmals teilt. Aus den später zu Leitungs-, Festigungs- oder Speichergewebe ausdifferenzierenden Zellen entsteht nach innen Holz (sekundäres Xylem). Nach außen entsteht Bast (Phloem, sprich Phlo-em), aus dem die Innenrinde besteht und aus dem später die vom Phellogen gebildete Borke entsteht. Die Produktion von Xylemzellen übersteigt die Produktion von Phloemzellen um ein Vielfaches, so dass der Rindenanteil am gesamten Stamm nur etwa 5 bis 15 Prozent beträgt.
In der nördlichen gemäßigten Zone gibt es klimatisch bedingt vier Wachstumsphasen:
- Ruhephase (November bis Februar)
- Mobilisierungsphase (März, April)
- Wachstumsphase (Mai bis Juli): Holzzellen, die in dieser Jahreszeit entstehen, sind großlumig, dünnwandig und von heller Farbe und bilden das sogenannte Frühholz
- Depositionsphase (August bis Oktober): Holzzellen, die in dieser Jahreszeit entstehen, sind kleinlumig, dickwandig und von dunkler Farbe und bilden das sogenannte Spätholz (bzw. Herbstholz)

Durch dieses zyklische Wachstumsverhalten entstehen Jahresringe, die deutlich in einem Querschnitt durch einen Stamm erkennbar sind (siehe auch Dendrochronologie).

## Struktur
Holz weist einen artspezifischen anatomischen Aufbau auf, so dass sich Holzarten anhand ihrer Makro- und Mikrostrukturen voneinander unterscheiden lassen. Die wissenschaftliche Beschreibung von Holzstrukturen und die Bestimmung von Holzarten sind Aufgaben der Holzanatomie.

Verschiedene Holzstrukturen
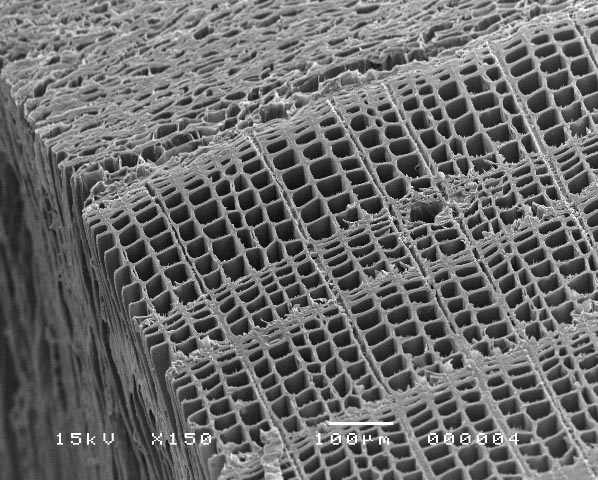
Fichtenholz (Picea abies) im REM
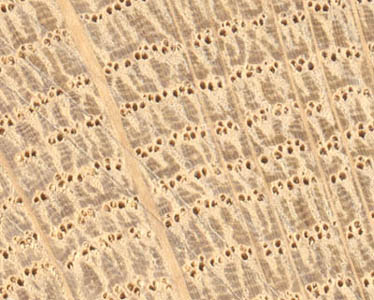
Eichenholz (Quercus robur) mit Porenreihen (Querschnitt)
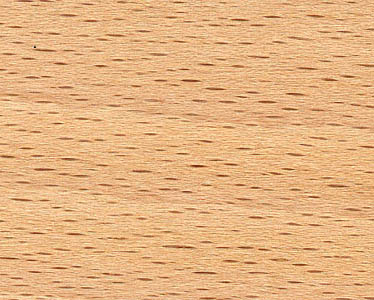
Buchenholz (Fagus sylvatica) mit Holzstrahlen (Tangentialschnitt)
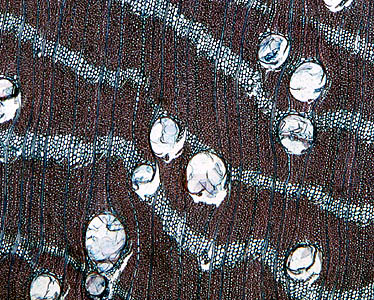
Holz der Maulbeerfeige (Ficus sycomorus) mit Axialparenchym (lichtmikroskopische Aufnahme)

### Chemische Bestandteile
| Zusammensetzung der Zellwand bei mitteleuropäischen Nadel- und Laubhölzern |           |           |
| Substanz                                                                   | Nadelholz | Laubholz  |
| Zellulose                                                                  | 42–49 %   | 42–51 %   |
| Hemicellulose                                                              | 24–30 %   | 27–40 %   |
| Lignin                                                                     | 25–30 %   | 18–24 %   |
| Extraktstoffe                                                              | 2–9 %     | 1–10 %    |
| Mineralien                                                                 | 0,2–0,8 % | 0,2–0,8 % |

Die verholzte Zellwand der Laub- und Nadelhölzer enthält die Gerüstsubstanzen Zellulose, Hemicellulosen und Lignin sowie in geringem Umfang sogenannte Extraktstoffe. Zellulose und Hemicellulose werden oft unter dem Begriff Holozellulose zusammengefasst. Mikrofibrillen stellen das wesentliche Strukturelement der Zellwand dar.
Die Anteile des Lignins und der Hemicellulose sind bei Nadel- und Laubhölzern unterschiedlich. Die elementaren Massenanteile von trockenem Holz sind etwa 50 % Kohlenstoff, 43 % Sauerstoff, 6 % Wasserstoff und 1 % Stickstoff und andere Elemente.

### Nadelholz
Entwicklungsgeschichtlich sind Nadelhölzer älter als Laubhölzer, haben daher einen einfacheren anatomischen Zellaufbau als diese und besitzen nur zwei Zellarten.
- Tracheiden: Langgestreckte (prosenchymatische), an den Enden spitz zulaufende Zellen, die nur mit Luft oder Wasser gefüllt sind. Sie vereinigen Leitungs- und Festigungsfunktion und haben einen Anteil von 90 bis 100 Prozent der Holzsubstanz. Über sogenannte Tüpfel bzw. Hoftüpfel erfolgt der Wasseraustausch zwischen den Zellen. In den Holzstrahlen sorgen sie als Quertracheiden für den Wasser- und Nährstofftransport in radialer Richtung. Sie haben einen Anteil von 4 bis 12 Prozent an der gesamten Holzsubstanz.
- Parenchymzellen: Im Längsschnitt meist rechteckige Zellen, welche die Leitung von Nähr- und Wuchsstoffen sowie die Speicherung von Stärke und Fetten übernehmen. In radialer Richtung bilden sie als Holzstrahlparenchym den Großteil des Holzstrahlgewebes. Diese die Harzkanäle umgebenden Parenchymzellen fungieren als Epithelzellen und produzieren das Harz, das sie in den Harzkanal ausscheiden.

Nadel- und Laubbaumholz
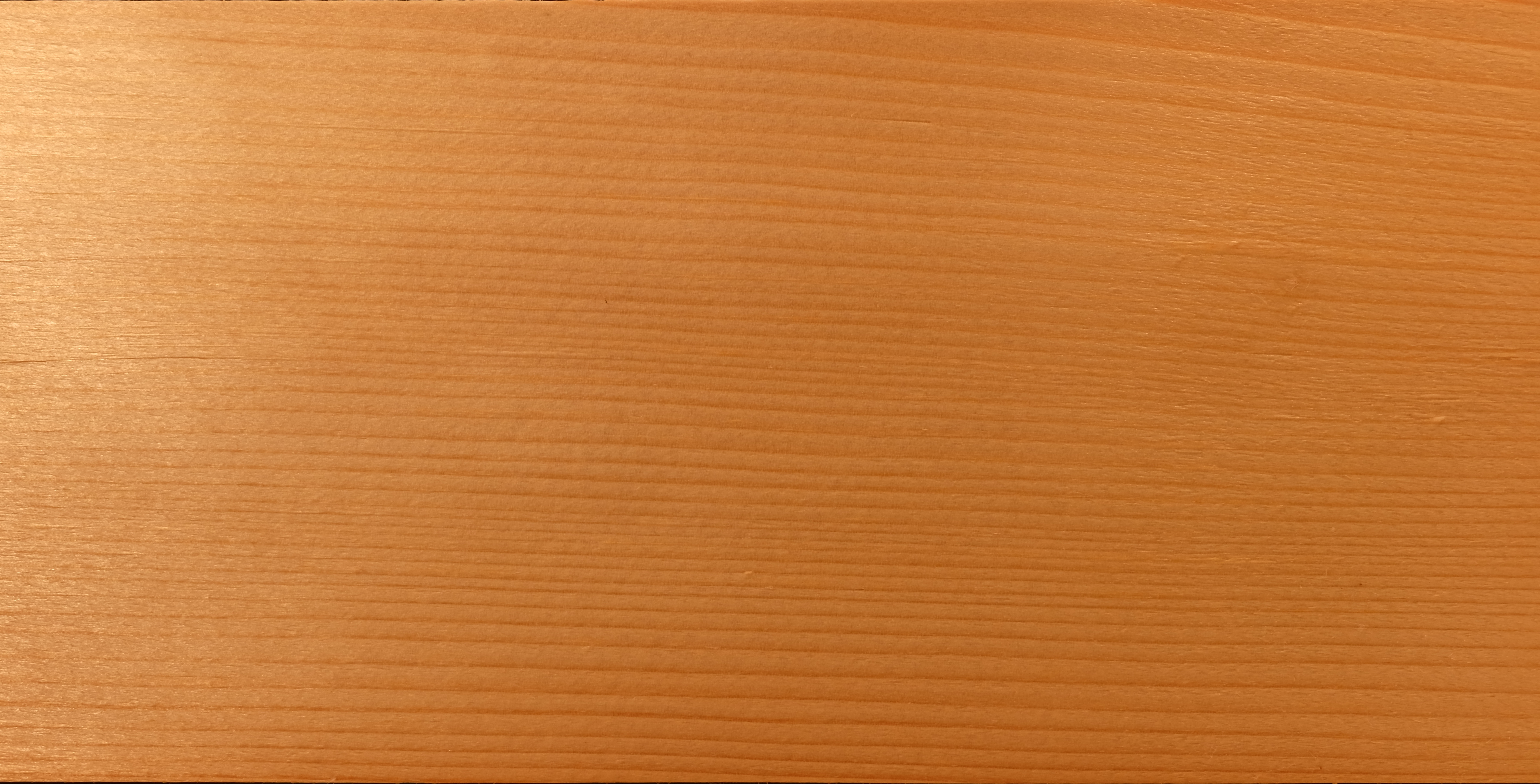
Fichtenholz
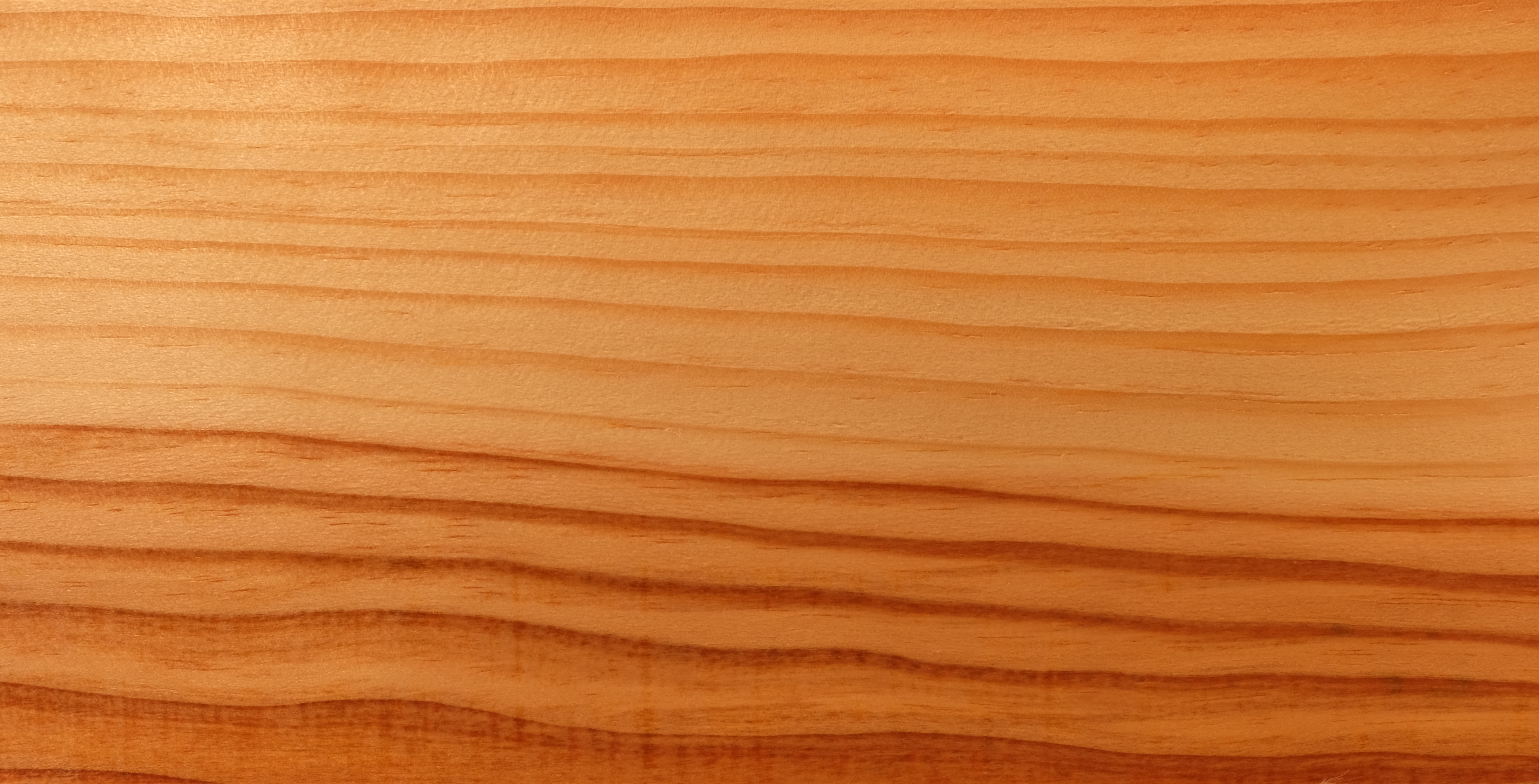
Kiefernholz
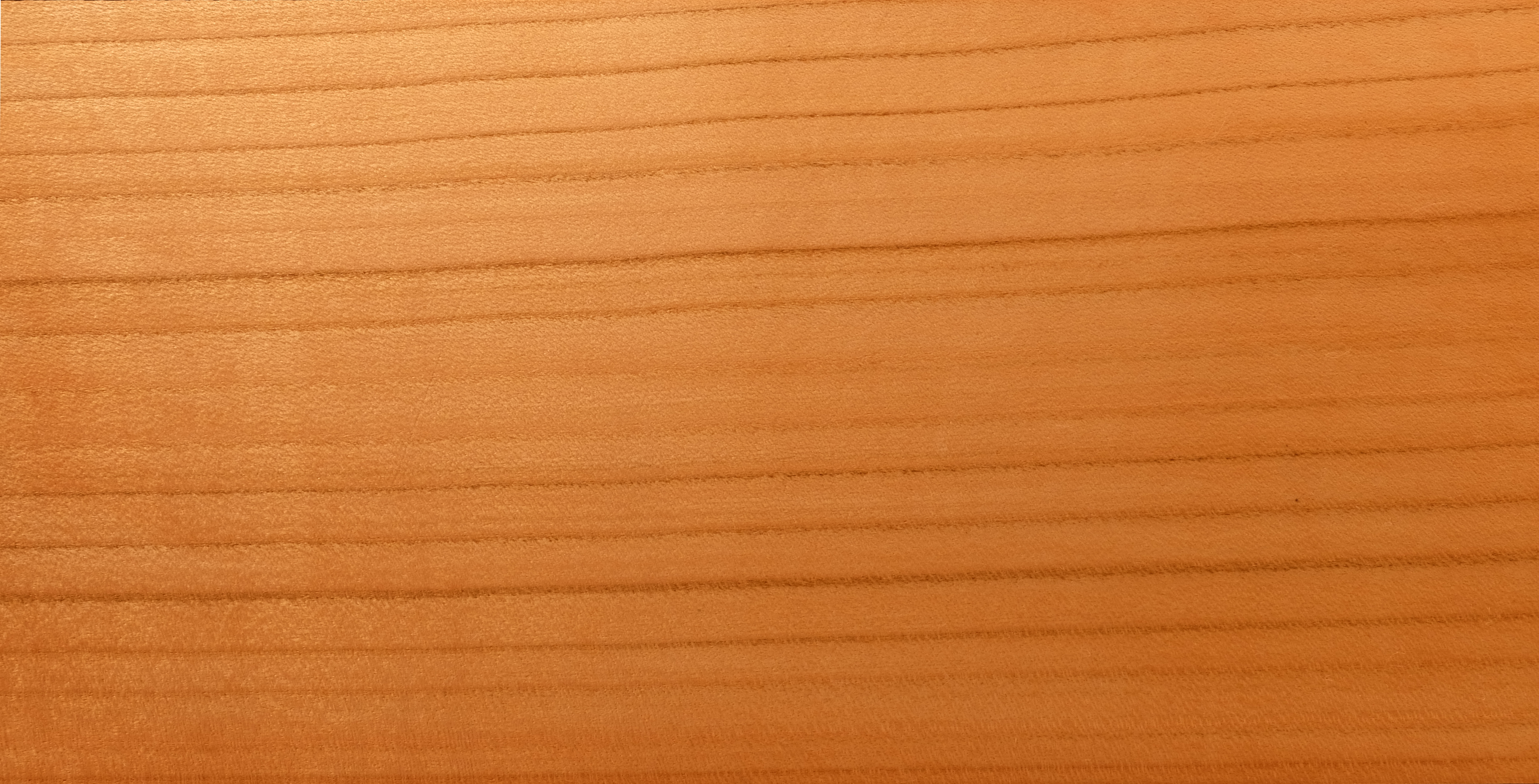
Kirschbaumholz
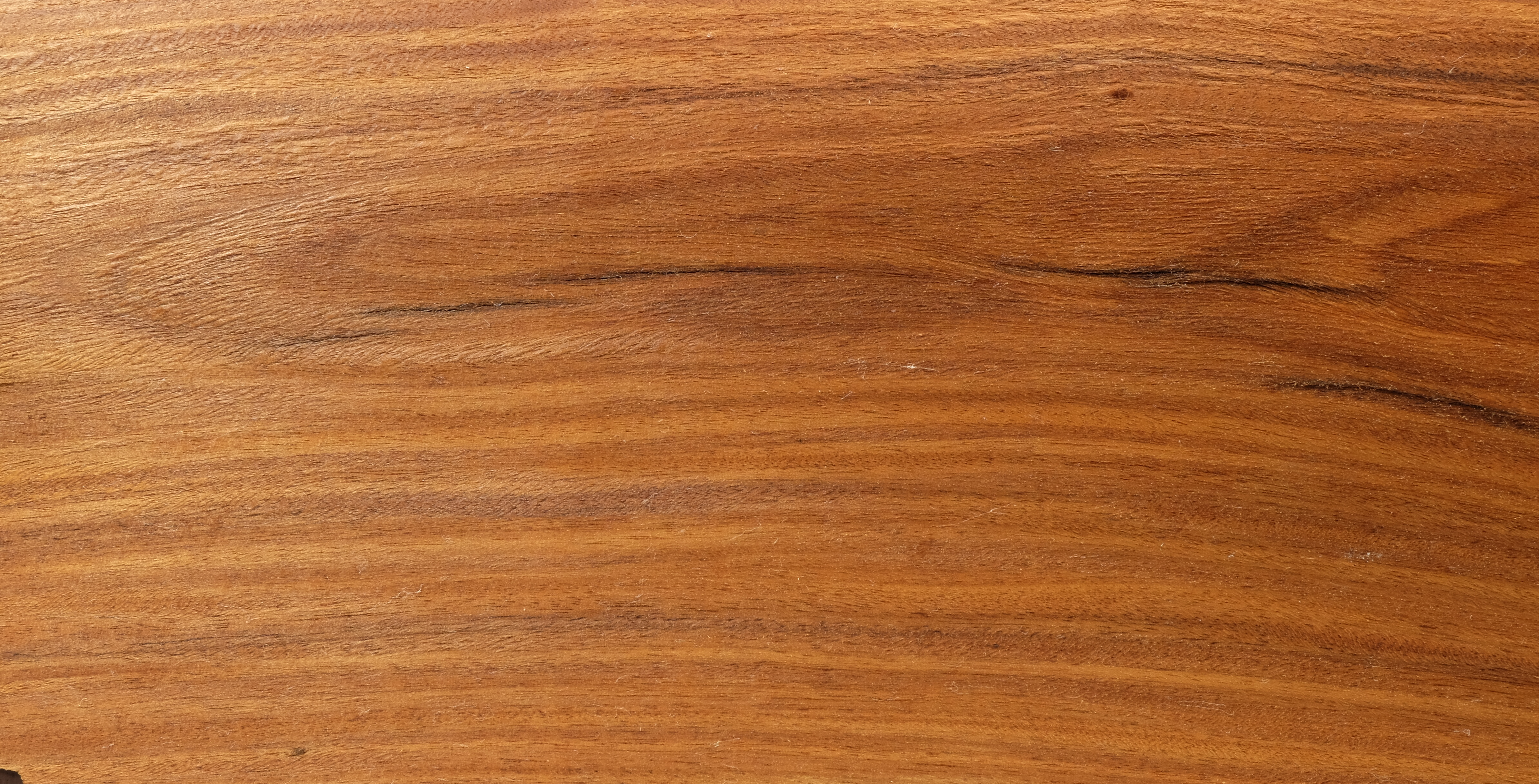
Palisanderholz

### Laubholz
Das entwicklungsgeschichtlich jüngere Laubholzgewebe ist wesentlich differenzierter als das des Nadelholzes. Man kann es in drei funktionale Gruppen einteilen.
- Leitgewebe: Gefäße (Tracheen), Gefäßtracheiden, vasizentrische Tracheiden. Die beiden letzteren sind Zwischenstufen in der Entwicklung von der Tracheide zum Gefäß.
- Festigungsgewebe: Libriformfasern, Fasertracheiden
- Speichergewebe: Holzstrahlenparenchymzellen, Längsparenchymzellen, Epithelzellen

Charakteristisch für Laubhölzer sind die in Nadelhölzern nicht vorhandenen Gefäße. Sie sind oft mit bloßem Auge als kleine Poren im Holzquerschnitt und als Rillen im Tangentialschnitt zu erkennen. Nach der Anordnung dieser Tracheen unterscheidet man:
- ringporige Hölzer (z. B. Eiche, Edelkastanie, Esche, Robinie, Ulme). Diese Arten bilden im Frühholz weitlumige Gefäße, im Spätholz hingegen vorwiegend englumige Tracheiden und Holzfasern.
- halbringporige Hölzer (z. B. Nussbaum, Kirsche, Faulbaum)
- zerstreutporige Hölzer (z. B. Birken, Erle, Linde, Pappel, Rotbuche, Weide). Diese Arten bilden während der ganzen Vegetationsperiode Gefäße mit ungefähr gleichem Lumen.

Die Zuwachszonen (Jahresringmuster) sowie die artspezifische Anordnung von Poren- und Parenchymsträngen ergeben die charakteristische Maserung der Holzarten.

### Verkernung
Von der Verkernung von Holz spricht man, wenn die inneren Wasserleitbahnen des Stammes unterbrochen werden und die Zellen absterben. Dies geschieht bei Nadelhölzern durch Verschließen der Hoftüpfel und bei zahlreichen Laubhölzern durch eine Verthyllung der Zelllumen in einem Alter von ca. 20–40 Jahren. Danach werden phenolische Kerninhaltsstoffe gebildet und in die Zellwände eingelagert, was oft zu einer Erhöhung der natürlichen Dauerhaftigkeit führt. Ist der Kernbereich deutlich durch eine dunkle Färbung zu erkennen, spricht man von Kernholzbäumen (z. B. Eiche, Kiefer, Douglasie, Lärche, Robinie). Wenn kein Farbunterschied zu erkennen ist, aber über den verringerten Feuchtigkeitsgehalt darauf geschlossen werden kann, dass der Innenbereich verkernt ist, spricht man von Reifholzbäumen (z. B. Fichte, Tanne, Linde, Birnbaum). Reifholz ist echtes Kernholz.
Zahlreiche Bäume neigen demgegenüber zu einer fakultativen Verkernung (z. B. Esche, Buche, Kirsche). Der Kern ist zwar farblich abgesetzt, man spricht aber von einem Falschkern, da die Kernbildung nicht endogen und regelmäßig stattfindet, sondern durch exogene Einflüsse (meist Verletzungen) ausgelöst wird. Der Falschkern hat keine erhöhte Dauerhaftigkeit. Als Splintholz bezeichnet man den Bereich des Stammes, der aktiv am Wasser- und Nährstofftransport und der Speicherung teilnimmt.

## Tropenholz
Der Begriff Tropenholz ist durch die Herkunft des Holzes definiert und steht daher außerhalb der Pflanzensystematik. Unter Tropenholz wird vorwiegend das Kernholz tropischer Laubholzarten verstanden. Insbesondere stehen die besonders holzreichen und widerstandsfähigen Emergenten im Fokus des Interesses, die als „Urwaldriesen“ über das Kronendach ragen, jedoch nur einen kleinen Teil des Waldes ausmachen, sodass die Ernte dieser Bäume zur sinnlosen Zerstörung des umgebenden Waldes führt. Tropische Hölzer enthalten meist eine artspezifische charakteristische Anordnung der Poren und des Parenchyms. Viele tropische Hölzer zeichnen sich durch vorteilhafte mechanische Eigenschaften infolge des sogenannten Wechseldrehwuchses und durch höhere Dauerhaftigkeit infolge eines sehr hohen Kernstoffgehalts aus. Oftmals werden Farbe oder Maserung als ansprechend empfunden (Edelholz). Die Struktur von Tropenhölzern ist aufgrund des konstanteren Klimas in den Tropen gleichmäßiger als die von Jahrringen geprägte Struktur von Hölzern aus den gemäßigten Breiten. Der Konsum von Tropenholz wird in den Industrieländern seit den 1970er Jahren kritisch diskutiert, da der Bestand der tropischen Regenwälder unter anderem durch Raubbau gefährdet ist. Andererseits stellt Holz einen wichtigen Wirtschaftsfaktor für viele tropische Länder dar und ist (wie auch in den gemäßigten Zonen) eine wichtige Einkommensquelle für die ländliche Bevölkerung. Umweltverbände kritisieren allerdings, dass dieser Bevölkerungsteil am wenigsten am gesamten Holzeinschlag in den Tropen profitiere.
Eine hohe Entwaldungsrate hat Indonesien: Der jährliche Nettoverlust an Wald betrug im Zeitraum 2000 bis 2005 nach Angaben der Ernährungs- und Landwirtschaftsorganisation der Vereinten Nationen (FAO) etwa 1,8 Millionen Hektar Wald, eine Fläche, die der Größe Sachsens entspricht. (Der Nettozuwachs an Wald betrug in China in diesem Zeitraum jährlich etwa vier Millionen Hektar.) Der größte Anteil des globalen Tropenwaldverlustes wird laut FAO durch Wanderfeldbau und Brennholznutzung verursacht. Letztere machte im Jahr 2000 etwa 83 Prozent des Holzeinschlags in tropischen Ländern aus. Zum Schutz der tropischen Regenwälder haben Umweltschutzorganisationen wie WWF, Greenpeace, NABU und BUND die FSC-Zertifizierung maßgeblich mit initiiert. Andere Organisationen wie Pro Regenwald, Rettet den Regenwald und Watch Indonesia! fordern den vollständigen Verzicht auf Tropenholz zum Schutz der letzten noch erhaltenen Regenwälder, da sie der Meinung sind, dass ein Schutzsiegel die ökologisch verantwortliche und sozial verträgliche Waldbewirtschaftung nicht gewährleisten kann.
Tropenhölzer lassen sich bei sorgfältiger Holzauswahl und sachgerechter Planung in Bezug auf die Dauerhaftigkeit immer auch durch heimische Hölzer ersetzen, es muss lediglich auf die besonderen optischen Merkmale der Tropenhölzer verzichtet werden.
Beispiele: Meranti, Mahagoni, Teak, Balsaholz, Palisander, Bangkirai (Yellow Balau), Bongossi, Abachi, Framiré, Merbau, Ovangkol, Ramin, Afzelia, Wengé

## Eigenschaften
Die Eigenschaften des Holzes sind geprägt durch seine organische Natur, seine Porosität, seine Anisotropie und seine Hygroskopizität. Holzeigenschaften sind grundsätzlich artspezifisch, variieren aber auch innerhalb einer Art bedingt durch die Herkunft des Holzes. Splint- und Kernholz unterscheiden sich nur in Bezug auf Permeabilität und Dauerhaftigkeit, in ihren technischen Eigenschaften jedoch meist nicht.

### Hygroskopische Eigenschaften
Die hygroskopische Eigenschaft von Holz – d. h. seine Neigung, Feuchtigkeit aus der Umgebung aufzunehmen oder abzugeben – bewirkt seine vergleichsweise geringe Dimensionsstabilität bei wechselnder Umgebungsfeuchte. Die Holzfeuchtigkeit gleicht sich dem Umgebungsklima an. Feuchtigkeitsänderungen unterhalb des Fasersättigungsbereiches (je nach Holzart 25–35 % Holzfeuchte) gehen mit Dimensionsänderungen einher (Quellung und Schwindung). Einige Holzarten wie z. B. Teak haben aufgrund der Einlagerung hydrophober Substanzen ein geringes Schwindmaß. Ein technisches Verfahren zur Verminderung der Hygroskopizität ist die Holzmodifikation.
Verschiedenste Holzschutzverfahren werden angewandt, um den Feuchtigkeitseintrag ins Holz zu verringern, wodurch sich die Anfälligkeit für Holzschädlinge verringert und die Lebensdauer von Holzbauteilen erhöht.
Bei sogenannten maßhaltigen Bauteilen wie Fenstern und Türen wird die Aufnahme von Feuchtigkeit durch die Imprägnierung mit Leinöl oder den Auftrag von deckenden Fensterlacken oder Dickschichtlasuren stark reduziert.

### Anisotropie
Nahezu alle Holzeigenschaften unterscheiden sich in den drei anatomischen Grundrichtungen des Holzes (axial, radial, tangential). Das bewirkt z. B. ein ungleichmäßiges Schwinden des Holzes während der Trocknung. Bei den mitteleuropäischen Nutzholzarten beträgt das maximale Schwindmaß im Mittel axial 0,3 %, radial 5 % und tangential 10 %. Holz schwindet beim Trocknen also tangential (parallel zu den Jahrringen) etwa doppelt so stark wie radial (parallel zu den Holzstrahlen), so dass insbesondere bei großdimensionierten Hölzern leicht radiale Risse (Schwindrisse) entstehen. Der Quellungs-/Schwindungskoeffizient gibt die Maßänderung pro Prozent Holzfeuchteänderung an (Schwindmaß).

### Dichte und elastomechanische Eigenschaften
| Holzart | Roh- dichte (kg/m³) | Schwindungs- koeffizient | Schwindungs- koeffizient | Festigkeiten (N/mm²) | Festigkeiten (N/mm²) | Festigkeiten (N/mm²) | Festigkeiten (N/mm²) | E-Modul (N/mm²) | Dauerhaftig- keitsklasse (DIN EN 350-2) |
| Holzart | Roh- dichte (kg/m³) | radial                   | tang.                    | Zug (axial)          | Druck (axial)        | Biegung (quer)       | Schub (axial)        | E-Modul (N/mm²) | Dauerhaftig- keitsklasse (DIN EN 350-2) |
| ------- | ------------------- | ------------------------ | ------------------------ | -------------------- | -------------------- | -------------------- | -------------------- | --------------- | --------------------------------------- |
| Fichte  | 470                 | 0,15                     | 0,32                     | 80                   | 40                   | 68                   | 7,5                  | 10.000          | 4                                       |
| Kiefer  | 520                 | 0,15                     | 0,30                     | 100                  | 45                   | 80                   | 10                   | 11.000          | 3–4                                     |
| Lärche  | 590                 | 0,20                     | 0,44                     | 105                  | 48                   | 93                   | 9                    | 12.000          | 3–4                                     |
| Birke   | 650                 | —                        | —                        | 137                  | 60                   | 120                  | 12                   | 14.000          | 5                                       |
| Buche   | 690                 | 0,19                     | 0,34                     | 135                  | 60                   | 120                  | 10                   | 14.000          | 5                                       |
| Eiche   | 670                 | 0,15                     | 0,26                     | 110                  | 52                   | 95                   | 11,5                 | 13.000          | 2                                       |
| Esche   | 690                 | 0,19                     | 0,34                     | 130                  | 50                   | 105                  | 13                   | 13.000          | 5                                       |
| Robinie | 730                 | —                        | —                        | 148                  | 60                   | 130                  | 16                   | 13.500          | 1–2                                     |
| Sipo    | 590                 | 0,22                     | 0,25                     | 110                  | 58                   | 100                  | 9,5                  | 11.000          | 2                                       |
| Azobé   | 1060                | 0,32                     | 0,42                     | 180                  | 95                   | 180                  | 14                   | 17.000          | 1                                       |

Die sogenannte Rohdichte des Holzes schwankt mit der Holzfeuchte. Bei einer Holzfeuchte von 12 % (Normalfeuchte in beheizten Innenräumen) umfasst die Rohdichte in Abhängigkeit von der Holzart einen Bereich zwischen 200 kg/m³ und 1200 kg/m³. Frisches Holz weist wesentlich höhere Werte auf. So liegt das Landungsgewicht von frischem Eichenholz um 1000 kg/m³, im getrockneten Zustand (12 % Holzfeuchte) bei 670 kg/m³. Die Rohdichte gilt als Schlüsselvariable für die meisten technischen Holzeigenschaften, mit denen sie korreliert ist. Dichtemessungen werden daher häufig zur Prüfung der Holzgüte eingesetzt (Beispiel: Resistograph). Im Gegensatz zur Rohdichte ist die Reindichte der darrtrockenen, hölzernen Zellwand weitgehend unabhängig von der Holzart und beträgt 1500 kg/m³.
Holz ist ein viskoelastischer Werkstoff, und seine elastomechanischen Eigenschaften unterliegen daher dem Zeiteinfluss. Es müssen also sowohl die Belastungsdauer als auch die Art der Krafteinwirkung (statisch oder dynamisch) berücksichtigt werden. Neben der Dichte und der Belastungsrichtung beeinflussen die Struktur des Holzes, seine Vorgeschichte und die Holzfeuchte die elastomechanischen Eigenschaften. Es ist ferner zu beachten, dass Dichte und elastomechanische Eigenschaften einzelner Holzarten einer natürlichen Varianz von 10–22 % unterliegen können.
Von allen Festigkeiten des Holzes hat seine Zugfestigkeit die höchsten Werte, während die Druckfestigkeit des Holzes etwa 50 % und die Scherfestigkeit (Schubfestigkeit) nur etwa 10 % der Zugfestigkeitswerte erreichen. Die Zugfestigkeit von herkömmlichem Baustahl (370 N/mm²; 7800 kg/m³) ist zwar fünf- bis sechsmal so hoch wie die Zugfestigkeit von Bauholz (~80 N/mm²; 450 kg/m³), letzteres ist aber etwa 16-mal so leicht; der hier genannte Festigkeitswert bezieht sich auf die Belastung längs zur Faser. Holz zeichnet sich daher durch sein günstiges Verhältnis von Festigkeit und Gewicht aus.

### Akustische Eigenschaften
Die Schallgeschwindigkeit erreicht in Holz faserparallel Werte von 4000 bis 6000 m/s, quer zur Faser nur 400 bis 2000 m/s. Einflussparameter auf die Schallgeschwindigkeit sind Dichte, Elastizität, Faserlänge, Faserwinkel, Holzfeuchte, Holzfehler (Äste, Risse). Wegen seiner guten akustischen Eigenschaften wird Holz im Musikinstrumentenbau eingesetzt. Es ist aber auch als Material für Schalldämmungen geeignet. Spanplatten mit einer Flächendichte von 15 bis 20 kg/m² erreichen eine Schalldämmung von 24 bis 26 dB.
Schalllaufzeitmessungen werden zur Prüfung des dynamischen E-Moduls bei der Gütekontrolle von Schnitthölzern und zur Diagnose des Zustands von Bäumen (Schalltomographie) eingesetzt.

### Thermische Eigenschaften
Holz ist aufgrund seiner Porosität ein schlechter Wärmeleiter und eignet sich daher bedingt als Wärmedämmung. Fichtenholz hat eine Wärmeleitfähigkeit von 0,13 W/(m·K), zum Vergleich Stahlbeton: 2,00 W/(m·K). Bei Spanplatten liegt sie mit etwa 0,10 W/(m·K) noch niedriger. Dämmplatten aus Holzweichfaser erreichen 0,04 W/(m·K). Die Wärmeleitfähigkeit steigt mit der Holzfeuchte und der Rohdichte des Materials.
Die spezifische Wärmekapazität, d. h. die Wärmemenge, die nötig ist, um 1 kg eines Materials um 1 Kelvin zu erwärmen, ist bei Holz mit 0,472 Wh/(kg·K) fast doppelt so hoch wie bei Beton mit 0,244 Wh/(kg·K). Die Wärmedehnung kann bei Holz in der Praxis vernachlässigt werden, da sie durch das Schwindverhalten infolge Trocknung überkompensiert wird.
Die thermische Zersetzung von Holz setzt bei Temperaturen über 105 °C ein, wird ab 200 °C stark beschleunigt und erreicht ihren Höhepunkt bei 275 °C. Ein thermischer Holzabbau kann aber bei längerer Exposition schon bei Temperaturen unter 100 °C stattfinden. Der Flammpunkt des Holzes liegt zwischen 200 und 275 °C. Bei Abwesenheit von Sauerstoff kommt es zur Pyrolyse. Mitteleuropäische Nutzhölzer haben bei einem üblichen Wassergehalt von 20 % einen Heizwert zwischen 3,9 und 4,0 kWh/kg.

### Optische Eigenschaften
Farbe und Struktur des Holzes werden als ästhetisch ansprechend empfunden. Starke Astigkeit und unregelmäßige Verfärbungen gelten aber als Holzfehler. Infolge der Wirkung des ultravioletten Lichts dunkelt Holz nach. Über einen langen Zeitraum schädigt Ultraviolettstrahlung das Holz oberflächlich. Dabei wird vor allem das Lignin denaturiert und abgebaut und im Falle direkter Bewitterung nachfolgend vom Regenwasser ausgewaschen. Die Oberfläche wirkt dann schmutzig grau. Unterbleibt die Einwirkung von Regenwasser, erhält das Holz infolge der UV-Wirkung eine silbrig-weiße Farbe. Die Wirkung des Sonnenlichts ist auf die Oberfläche begrenzt. Ihr kann durch pigmenthaltige Lasuren bzw. Lackierung begegnet werden.

### Biologische Eigenschaften
Holz ist biologisch abbaubar, ist dadurch aber auch anfällig gegenüber biotischen Schädlingen. Es kann also z. B. von Insekten, Pilzen oder Bakterien angegriffen und in seiner Substanz nachhaltig zerstört werden. Pilze können ab einer Holzfeuchte von etwa 20 % Holz angreifen. Bläuepilze (Ascomyceten, Fungi imperfecti) bewirken nur eine oberflächliche Verfärbung, während holzabbauende Ständerpilze Weißfäule bis Braunfäule verursachen. Moderfäule und Abbau durch Bakterien ist nur bei hoher Feuchtigkeit, vor allem im Erdkontakt möglich. Die Larven holzzerstörender Insekten wie Hausbock und Nagekäfer können noch bei geringerem Feuchtegehalt das Holz angreifen. Widerstandsfähigere Kernhölzer werden nur sehr langsam biotisch abgebaut. Ihre Resistenz wird nach Resistenzklassen 1–5 entsprechend DIN EN 350-2 eingeteilt.
Der biotische Holzabbau lässt sich weitgehend durch konstruktiven Holzschutz vermeiden oder vermindern. Dabei stehen die Verhinderung der Befeuchtung sowie ggf. der Einsatz geeigneter resistenter Kernhölzer im Vordergrund. Bei direkt bewitterten Hölzern im Außenbau wie freistehenden Holzkonstruktionen und Masten ist ein fachgerechter chemischer Holzschutz angeraten und für tragende Konstruktionen nach DIN 68 800 vorgeschrieben. Eine neue Möglichkeit, Holz gegen feuchtebedingte Dimensionsänderungen und Fäule unempfindlicher zu machen, ist die Holzmodifikation als Thermoholz oder acetyliertes Holz.
Zu den biologischen Holzeigenschaften gehört auch die Durchlässigkeit des Holzes, die durch dessen anatomische Struktur bedingt ist. Tüpfelverschluss und Verthyllung vermindern die Durchlässigkeit und damit die Tränkbarkeit des Holzes.

## Verarbeitung und Anwendungsgebiete

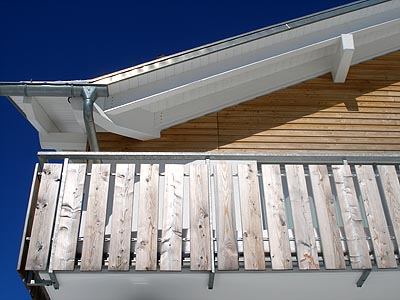
Holzverwendung im Bauwesen

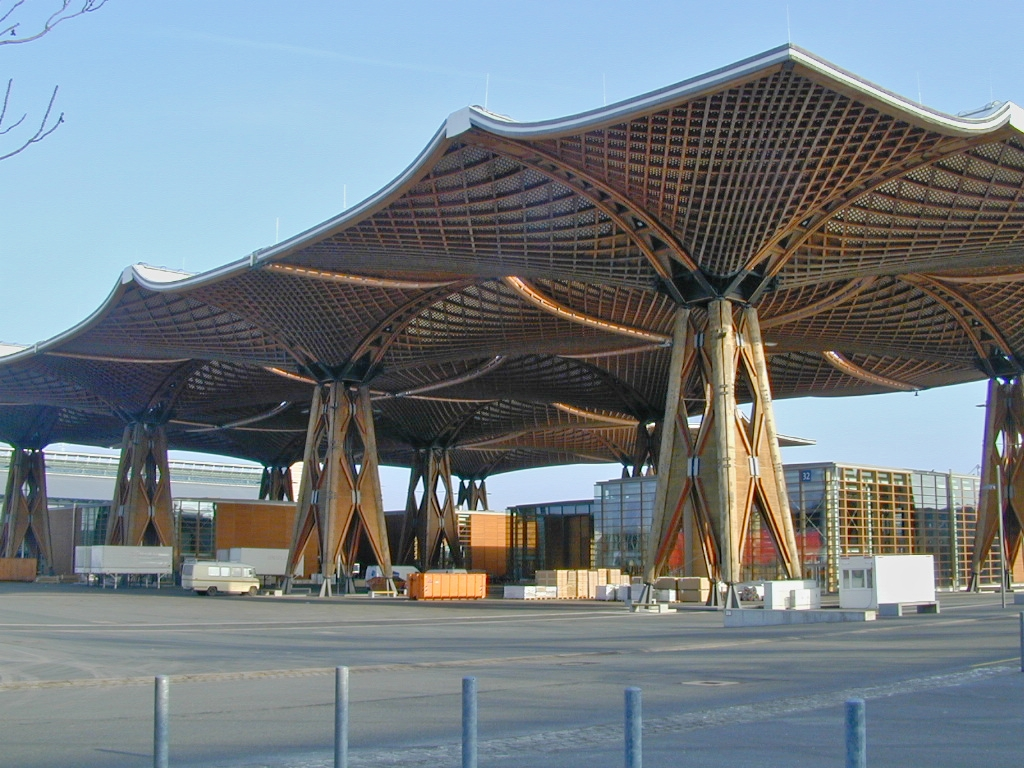
Das größte selbsttragende Holzdach der Welt steht auf der Messe in Hannover und wurde zur EXPO 2000 gebaut

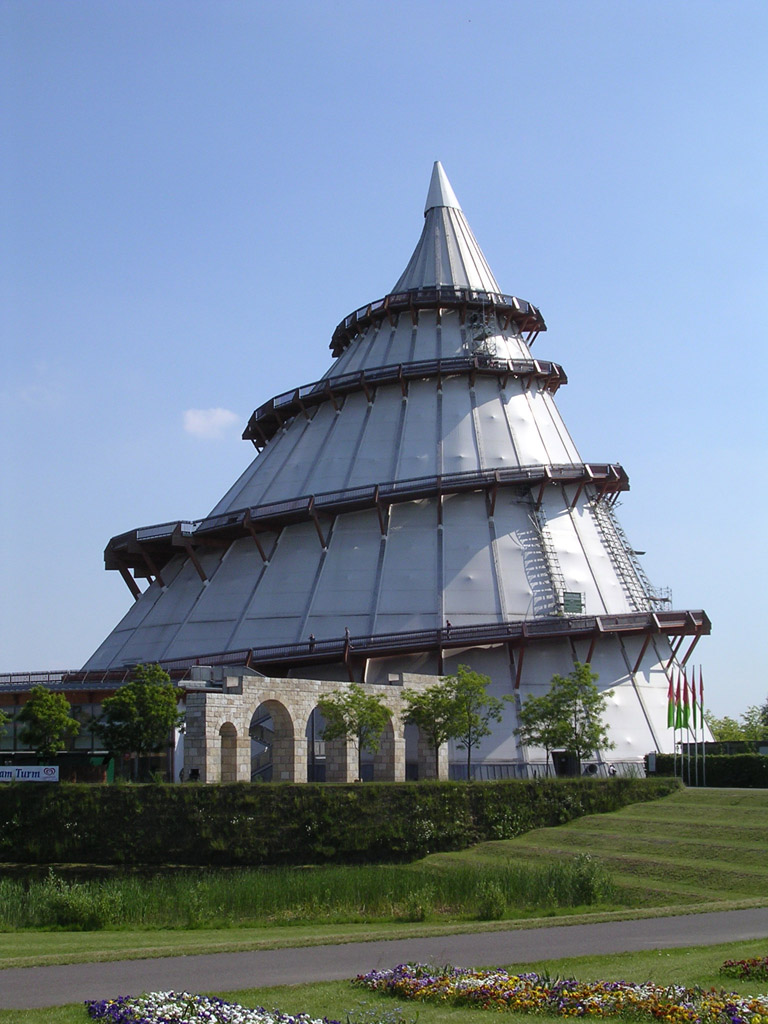
Jahrtausendturm in Magdeburg

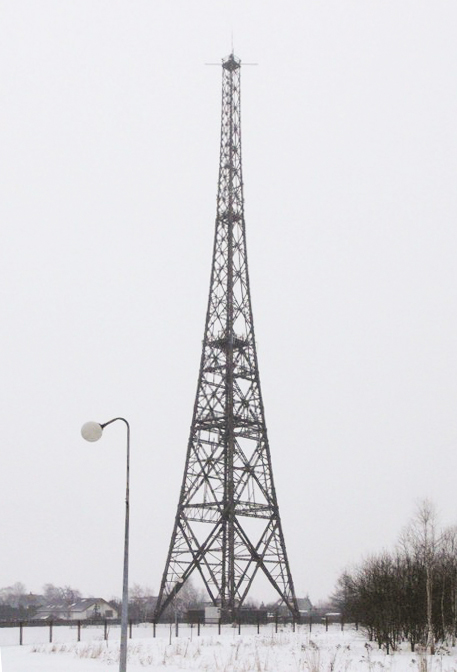
Höchstes Holzbauwerk: Sender Gleiwitz

Die Holzgewinnung als Urproduktion zählt als Teil respektive nachgeschalteter Wirtschaftszweig zur Forstwirtschaft und mit dieser zum Agrarsektor. Das umfasst die ersten Verarbeitungsschritte bis zur Sägeware respektive zu Industrieholz und Brennholz. Die folgende Holzverarbeitung von Holz als Werkstoff gehört schon zum produzierenden Gewerbe.
Holz zählt zu den nachhaltigen Rohstoff- bzw. Energiequellen, sofern die genutzte Menge nicht die nachgewachsene Menge übersteigt. Die leichte Bearbeitbarkeit und der damit verbundene niedrige Energiebedarf bei der Gewinnung und Verarbeitung spielen ebenfalls eine wichtige Rolle bei der ökologischen Bewertung. In Ökobilanzen schneiden Holzprodukte hervorragend ab.
Die Verwendung von Holz, insbesondere als Bestandteil von Gebäuden und anderen Bauwerken, trägt als Kohlenstoffspeicher zur Abschwächung der globalen Erwärmung bei.
Holz wird entweder als Schnittholz, als Furnier, als Holzwerkstoff oder als Faserstoff verarbeitet. Schnittholz und Furnier werden durch Holztrocknung und anschließende Konditionierung auf die jeweilige Verwendungsfeuchte gebracht. Dies geschieht heutzutage ausschließlich durch industrielle Trocknungsverfahren.

### Historische Nutzung
Holz wurde seit der Altsteinzeit zur Energiegewinnung (Feuer), für Waffen und Wurfgegenstände, als Material für Werkzeuge und einfache Geräte und seit der Jungsteinzeit zunehmend auch als Baumaterial intensiv genutzt.
Schon im Verlauf der Hominisation hatte die Fertigkeit im Umgang mit Geräten zugenommen (was aber wegen der Überlieferungschance nur an Steingerät nachgewiesen werden kann), während andere Primaten nicht über einfachste Formen der Verwendung von Holz etwa zum Nestbau und zum Stochern hinauskamen (siehe Werkzeuggebrauch bei Tieren).
Sandelholz (etwa vom Sandelholzbaum oder Rotes Sandelholz) und Aloeholz (vom Adlerholzbaum) wurden bereits im Mittelalter als Arzneidroge verwendet. Mit Beginn der Entdeckungsreisen in die Neue Welt wurde auch die medizinische Verwendung von bestimmten Holzarten wie Lignum Guajaci (von Guajak), Lignum Sassafras (vom Sassafrasbaum) und Lignum Quassiae (Holz von bestimmten Bittereschengewächsen) üblich.

### Industrieholz

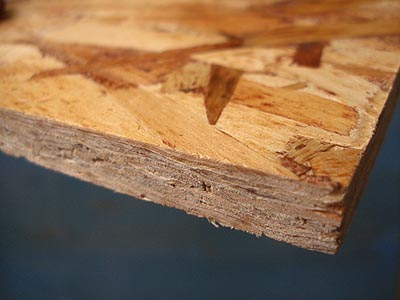
OSB-Platte

Holz ist der wichtigste Grundstoff in der Zellstoff- und Holzwerkstoffindustrie. Der Rohstoff wird dabei entweder nur mechanisch zerkleinert oder zusätzlich chemisch aufgeschlossen. Vorprodukte sind Hackschnitzel (zerkleinertes Holz), Späne, Holzfasern oder auch Furniere (Holzblätter). Grundsätzlich wird nur entrindetes Holz verarbeitet. Für die Herstellung von Holzwerkstoffen werden beleimte Späne oder Holzfasern verpresst. Sperrholz hingegen besteht aus kreuzweise verleimten Furnieren, die meist aus gedämpften Blöcken geschält wurden.
Für die Zellstoffherstellung muss das Lignin weitestgehend aus dem Fasergrundstoff entfernt werden. Gängige Aufschlussverfahren sind das Sulfatverfahren und das Sulfitverfahren. Das Restlignin wird durch Bleichen des Zellstoffs beseitigt. Bei der Herstellung von Holzstoff oder Holzschliff als Grundstoff für Pappen und minderwertige Papiere verbleibt das Lignin in der Fasermasse. Papier aus Zellstoff erhielt früher die Bezeichnung holzfrei. Aus Zellstoff und Holzstoff werden u. a. Papier, Pappe und Zelluloseprodukte wie Zelluloid und Viskosefasern hergestellt.

### Holz als Rohstoff zur Herstellung von Textilien
Für die Herstellung von Textilien „aus Holz“ wird Chemiezellstoff verwendet (siehe auch Sulfitverfahren) und zu Garnen und Stoffen aus Viskose, Cupro, Celluloseacetat oder anderen auf Zellstoff basierenden Chemiefasern weiterverarbeitet.

### Recycling und energetische Nutzung

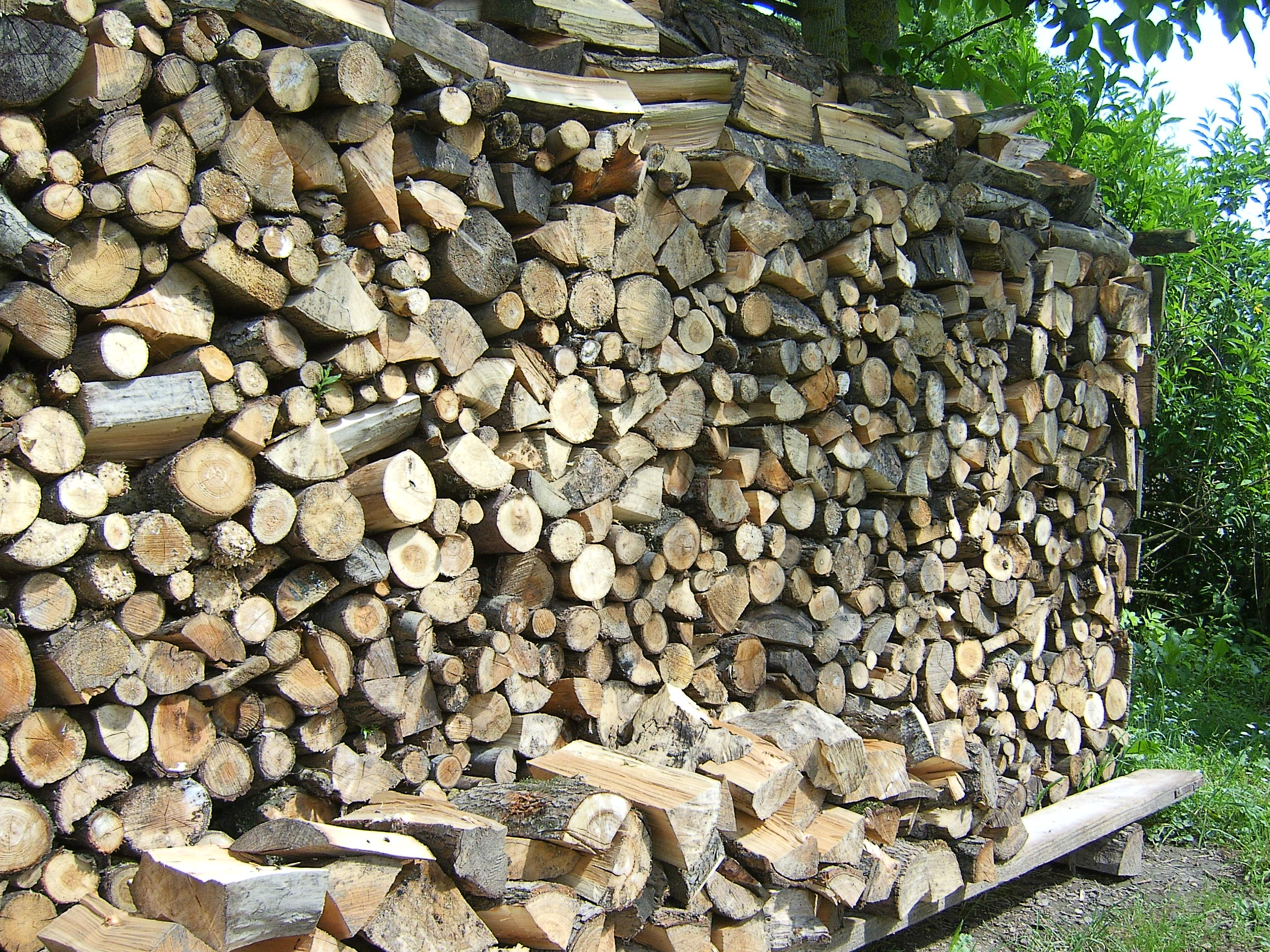
Aufgeschichtetes Holz, Brennholzstapel

Recycling-Code für Holz

Holz kann in reiner Form problemlos durch Kompostierung oder durch Verbrennung bei gleichzeitiger Energiegewinnung entsorgt werden. Brennholz kann als nachwachsender Rohstoff eine gute Ökobilanz aufweisen, allerdings nur wenn es nachhaltig angebaut und gewonnen wird. Alt- und Abfallholz wird zunehmend als Brennmaterial in Biomassekraftwerken zur regenerativen und CO2-neutralen Energiegewinnung genutzt. Holz findet außerdem Verwendung als Brennstoff in Holzöfen. Durch die Entwicklung automatisierter Befeuerungsanlagen für Holzpellets oder Hackschnitzel ist Holz als Brennstoff inzwischen nicht nur ökonomisch, sondern auch hinsichtlich des Komforts der Verbrennung von Öl oder Gas gleichwertig. 2006 wurden in Deutschland damit etwa 2 Prozent der Primärenergieversorgung gedeckt. Mit bis zu 17 Milliarden Euro pro Jahr fördert die EU den Einsatz von Biomasse, 60 Prozent davon ist Holz. Die Feinstaub-Emissionen aller Holzkleinfeuerungsanlagen übersteigen in Deutschland mit 18.450 Tonnen die Auspuffemissionen des Straßenverkehrs von ca. 7.000 t.
Seit März 2010 werden besonders emissionsarme Holzvergaserkessel staatlich im Rahmen des MAP (Marktanreizprogramm für erneuerbare Energien) subventioniert.
Eine weitere Recycling-Methode ist die Hochtemperatur-Verschwelung. Mittels dieses Verfahrens können aus Holz und anderen organischen Stoffen chemische Grundstoffe hergestellt werden, die fossile Quellen ersetzen. Sie stellt zugleich eine stoffliche Nutzbarkeit von Holz und anderen nachwachsenden Rohstoffen dar, die mit Rückgang der fossilen Energieträger stark an Bedeutung gewinnen könnte. Holz hat den Recycling-Code-50 (FOR).
Weitere stoffliche Anwendungen:
- Räucherholz (Rauchherstellung durch Verschwelung) zur Lebensmittelkonservierung
- Rohstoff für chemische Erzeugnisse wie Teer, Holzkohle
- Ausgangsmaterial für die Herstellung von Holzbranntwein
- Energetische Nutzung durch Kompostierung, siehe Biomeiler

## Holz als Werkstoff

### Holz als Baustoff
Holz findet im Bauwesen als Bauholz Verwendung und kann dort z. B. als Vollholz, Brettschichtholz oder in Form von Holzwerkstoffen eingesetzt werden. Es wird sowohl für konstruktive, isolierende als auch für Verkleidungen eingesetzt. Auf tragenden Holzkonstruktionen basiert der Holzrahmenbau, der Holzskelettbau sowie der traditionelle Fachwerkbau. Der Einsatz von Brettschichtholz und Holzwerkstoffen erlaubt dem modernen Ingenieurholzbau ungewöhnliche Holzkonstruktionen, wie z. B. das EXPO-Dach in Hannover und die 190 m lange Holzbrücke bei Essing über den Main-Donau-Kanal. Die zunehmende Verwendung von Brettschichtholz (Leimholzträger) in Hallenkonstruktionen ist durch Unglücksfälle in die Diskussion geraten. Die Schäden beruhten auf Konstruktionsfehlern und mangelnder Kontrolle. Die normgerechten Tragfähigkeitsreserven von Holzkonstruktionen sind derart hoch, dass bei regelmäßiger Inspektion keine Risiken bestehen.
Holz als tragendes Material wird zumeist für kleinere Gebäude oder obere Etagen und Dachbauten anderer Gebäude eingesetzt. Das höchste Holzgebäude Deutschlands steht in Magdeburg. Es handelt sich um den Jahrtausendturm (eröffnet im Jahr 1999 im Rahmen der Bundesgartenschau auf dem Gelände des Elbauenparks). Das höchste europäische wirtschaftlich genutzte Haus mit fünf Stockwerken steht in Espoo in Finnland. Der Bau wurde hauptsächlich von dem finnischen Unternehmen Finnforest geleitet und im Jahr 2005 abgeschlossen.
Im Jahr 2013 wurde der Aussichtsturm Pyramidenkogel mit 70 m hoher Plattform in Kärnten aus geschwungenen Leimholzpfählen – ausgesteift und verspannt mit Stahlelementen – errichtet.
Im Betonbau werden wesentliche Teile von Schalungen, nämlich die Standardelemente Schalungsträger, Schaltafeln (aus beschichtetem Dreischicht-Holz) und Schalelemente (aus wasserfestem Sperrholz in Metallrahmen) aus Holz hergestellt. Formen für Säulen aus abwickelbarem Karton basieren auf Zellulosefasern aus Holz. Ein Teil der Holzschalung geht als Brennholz verloren, viele Elemente werden – eventuell nach Entnagelung weiterverwendet.
Holz geringer Dichte kann in roher oder verarbeiteter Form zur thermischen Isolation (Dämmstoffe) eingesetzt werden (z. B. Faserdämmplatten, Balsa zur Isolation von Flüssiggastanks). Holzfaserplatten höherer Dichte haben gute akustische Dämmeigenschaften. Spanplatten (Flachpressplatte, OSB) werden ebenso wie Sperrholzplatten für Schalungen und für Wandelemente im Holzrahmenbau eingesetzt.
Im Unterschied zu Metallen ist Holz elektrisch nicht leitfähig. Aus diesem Grund baute man in den dreißiger Jahren zahlreiche Sendetürme für Mittelwellensender aus Holz, wobei der Antennendraht im Innern des Turmes aufgehängt wurde.
Mit Ausnahme des Sendeturms des Senders Gleiwitz wurden alle diese Bauwerke entweder am Ende des Zweiten Weltkriegs zerstört oder inzwischen abgerissen. Weiterhin nutzt die Deutsche Telekom AG in Brück zwei 54 Meter hohe Holztürme, die ohne Verwendung von Metallteilen hergestellt wurden. Diese dienen zur Aufnahme von auszumessenden Antennen. Durch die metallfreie Konstruktion der Türme ist ein ungestörtes Ausmessen der Antennendiagramme möglich.
Weitere Anwendungen: Holz wird als Schalungsholz in Baugruben sowie für Masten und Holz-Bahnschwellen zur Körperschalldämpfung auf Brücken und über Tunnelbauten eingesetzt. Früher wurde Nadelholz im Bergbau als Stempel zum Abstützen der Stollen verwendet, da es vor dem Brechen knackende Geräusche abgibt (Warnfähigkeit des Holzes). Holz wird auch zur Herstellung von Behältern und Silos zur Aufbewahrung aggressiver Salze verwendet.
Die Brennbarkeit von Holz ist zunächst ein Nachteil beim Einsatz als Bau- und Konstruktionswerkstoff. Zu beachten ist jedoch, dass Holz im Brandschutz auch Vorteile gegenüber Stahlkonstruktionen haben kann. Dies gilt im Speziellen, wenn andere brennbare Stoffe hinzukommen. Holz wird bei großen Querschnitten als brandhemmend eingestuft, da auf seiner Oberfläche unter Feuereinwirkung eine hitzeisolierende Kohleschicht entsteht, die das innere Holz schützt. Durch Bauweise und durch brandhemmende Anstriche lässt sich die Widerstandsdauer einer Holzkonstruktion steigern. Die Gebäudestabilität sinkt im Brandfall nur langsam und abschätzbar, wohingegen Stahlkonstruktionen aufgrund des temperaturbedingten Festigkeitsverlustes zum plötzlichen, unkontrollierten Zusammenbruch neigen.

### Holz als Konstruktionswerkstoff
Gewachsenes Holz ist ein natürlicher dreidimensionaler Faserverbundwerkstoff mit vergleichsweise geringer Dichte, aber hoher Steifigkeit und Festigkeit. Die Leichtbaueigenschaften sind näherungsweise vergleichbar mit denen von glasfaserverstärktem Kunststoff (GFK). Gewachsenes Holz ist meistens gegen Materialermüdung sehr widerstandsfähig, lässt sich gut bearbeiten und hat vorteilhafte ästhetische sowie ergonomische Eigenschaften. Je nach Holz- und Holzwerkstoff sind Kostenvorteile gegenüber anderen Konstruktionswerkstoffen vorhanden. Holz- und Holzwerkstoffe dämpfen gut mechanische Schwingungen, vergleichbar mit Kunststoffen. Problematisch bei der konstruktiven Verwendung sind oftmals die Richtungsabhängigkeit der Werkstoffeigenschaften (Anisotropie) und die Interaktion mit Wasser. Das Quellen und Schwinden hat Einfluss auf die Dimensionsstabilität und wird umgangssprachlich oft als Arbeiten des Holzes bezeichnet.
Holz wird in Vollholz (Massivholz) und Holzwerkstoffe eingeteilt. Für die Holzwerkstoffe existieren unterschiedliche Einteilungen. Häufig wird in:
- Vollholzwerkstoffe (z. B. Brettschichtholz),
- Furnierwerkstoffe (z. B. Sperrholz),
- Spanwerkstoffe (z. B. Oriented Strand Board),
- Faserwerkstoffe (z. B. Faserplatte),
- Verbundwerkstoffe (z. B. Wood-Plastic-Composite),

unterschieden. Holzwerkstoffe bestehen immer aus einzelnen Holzelementen (z. B. Holzfasern, Furnieren) und Bindemittel. Weiterhin kann eine Einteilung nach:
- Halbwaren in Form von Vollholz wie Bretter, Leisten, Stäbe, Platten und Furniere,
- Halbwaren in Form von Holzwerkstoffen, wie beispielsweise Spanplatten, Holzfaserplatten verschiedener Dichte oder Sperrholz
- Blöcken zum Drechseln und Schnitzen,
- Leimbindern als Tragwerkselemente, Schalungsträger und Schichtplatten für Betonschalung,
- Klangholz für Musikinstrumente

erfolgen. Je nach Holzelement und verwendetem Bindemittel werden die Eigenschaften von Holzwerkstoffen im Vergleich zu gewachsenem Holz verändert. Es ist deshalb sehr wichtig, für einen Konstruktionswerkstoff eine jeweils sinnvolle Auswahl des Holzwerkstoffs zu treffen.
Anwendungsfelder von Holz- und Holzwerkstoffen sind:
- Musikinstrumente,
- Tischlereiprodukte, wie Möbel, Fenster, Türen und Treppen,
- Sportgeräte,
- Werkzeugriffe und -stiele,
- das Bauwesen (Holzbau bzw. Ingenieurholzbau, z. B. für Holzhäuser und Pfahlbauten)
- der Maschinenbau z. B. in der Intralogistik einem Teilgebiet der Fördertechnik bei Skidfördersystemen[14]
- der Bootsbau
- der Wagen-, Wagonbau und auch Zweiradbau (Bekamo, Bambus-Fahrräder)
- Paletten und Kisten im Transport- und Lagerwesen, Spanschachteln als Verpackung
- früher leiternbasierter Gerüstbau, gebohrte Wasserleitungsrohre, Wasserbau für Mühlen, Mühlräder, landwirtschaftliche Geräte und Maschinen, Räder für Transmissionsriemen, Haushaltsgeräte, Rückentrage

Gegenwärtig werden auch neue Anwendungsgebiete wie Raumfahrt und Satellitentechnik erschlossen. Trotz bekannter Nachteile sollen damit Probleme wie Weltraumschrott durch rückstandsloses Verglühen nach Nutzungsende eingeschränkt und neue Varianten der Systemintegration ermöglicht werden.

### Holz als Ausstattungsmaterial

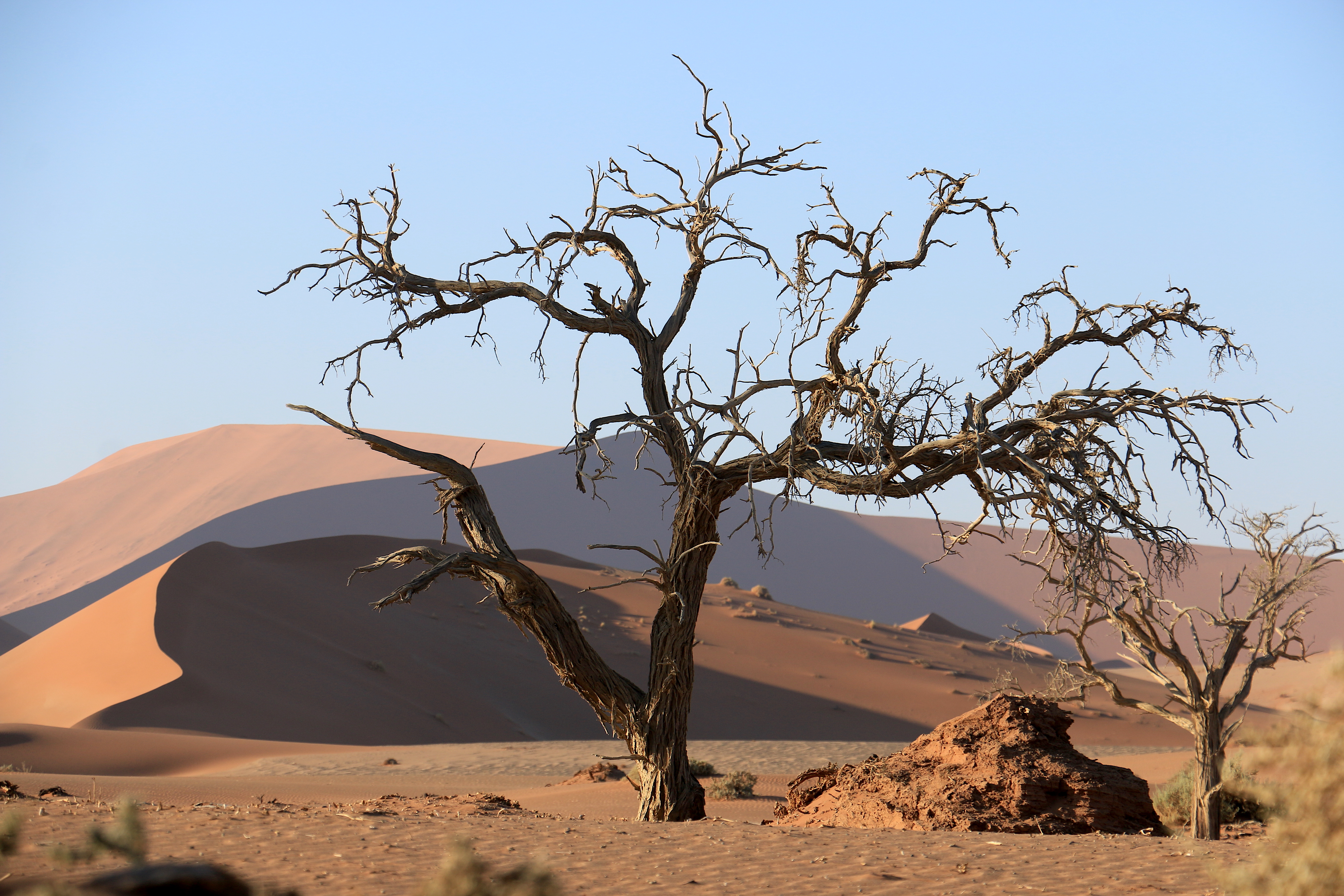
Der Kameldornbaum (hier im Sossusvlei) produziert ein äußerst hartes Holz

Die ästhetischen Holzeigenschaften stehen bei der Verwendung von Holz als Parkett sowie für Decken- und Wandvertäfelungen im Vordergrund. Hier kommen zum Teil tropische Edelhölzer oder sogenannte Buntlaubhölzer (z. B. Kirschbaum, Elsbeere), die vorwiegend als Furnier verarbeitet werden, zum Einsatz. Auch im Möbelbau wird heutzutage hauptsächlich gemessertes Deckfurnier verwendet. Holzfußböden müssen abriebfest sein. In stark beanspruchten Bereichen werden Harthölzer verarbeitet.
Auch psychophysiologische Wirkungen sind bekannt: bei einer Vergleichsstudie des Joanneum-Instituts an einer österreichischen Schule ergab sich ein deutlicher stressreduzierender, u. a. die Herzfrequenz senkender Effekt auf diejenigen Schüler, die in holzverkleideten Klassenzimmern unterrichtet wurden. Ebenso sank die von den Lehrern empfundene soziale Beanspruchung durch die Schüler.

### Oberflächenbehandlung
Neben der guten Verarbeitbarkeit zeichnet sich Holz insbesondere durch seine ästhetische und atmosphärische Wirkung aus.
Eine große Anzahl von Verfahren wurde entwickelt, um Holzoberflächen an optische und funktionale Anforderungen anzupassen.
Neben dem Glätten von Holzoberflächen wurde Holz seit Jahrtausenden durch Verfahren wie dem oberflächlichen Verkohlen widerstandsfähig gegen Fäulnis gemacht und durch das Einfetten oder Ölen imprägniert.

#### Seifen und Laugen
Das Seifen von Holzoberflächen dient der Reinigung und Aufhellung sowie dem Verschließen der Poren und der Bildung einer wasser- und schmutzabweisenden Schutzschicht. Durch das Seifen, gegebenenfalls in Kombination mit dem vorherigen Auftrag einer Lauge, kann im Idealfall die helle Oberfläche des frisch geschliffenen Holzes bewahrt werden.
Da die Seife nicht in die Holzoberfläche eindringt, hat sie keine imprägnierende Wirkung. Geseiftes Holz wird daher in der Regel nur in Innenräumen verwendet.
Verwendet werden gewöhnliche Kern- und Schmierseifen, aber auch bessere Qualitäten wie Marseiller Seife. Um die aufhellende Wirkung zu verstärken, werden manchen der im Handel als Holzseife und -laugen angebotenen Produkten Weißpigmente zugesetzt.
Da sich nicht immer vorhersagen lässt, ob eine Seife ein bestimmtes Holz aufhellt oder abdunkelt, sollte ein Vorversuch durchgeführt werden.
Bei den meisten Nadelhölzern kann man von einer Aufhellung ausgehen, während bei gerbsäurehaltigen Hölzern insbesondere beim Kontakt mit Laugen sowie mit Kalk häufig eine Verdunkelung eintritt. Im Extremfall färbt sich Eichenholz schwarz. Durch die schwach alkalische Wirkung der Seife kann bei Eichenholz andererseits auch lediglich eine Vergrauung auftreten.
Mit Ausnahme von gerbsäurehaltigen Hölzern wird das Holz vor dem Seifen oft mit Natron- oder Kalilauge behandelt. Die Lauge löst Bestandteile aus dem Holz, die zu Farbveränderungen wie zur Vergilbung führen. Nach dem Laugen ist das Holz weniger attraktive für Schadinsekten, verliert aber auch einen geringen Teil seiner Oberflächenfestigkeit.
Laugen für Nadelhölzer können Kalk enthalten. Gerbsäurehaltige Hölzer werden zur Aufhellung dagegen eher mit Zitronensäure oder anderen Säuren behandelt.
Eine Aufhellung kann auch durch die Behandlung mit Wasserstoffperoxid erzielt werden.

#### StockenundVereisen

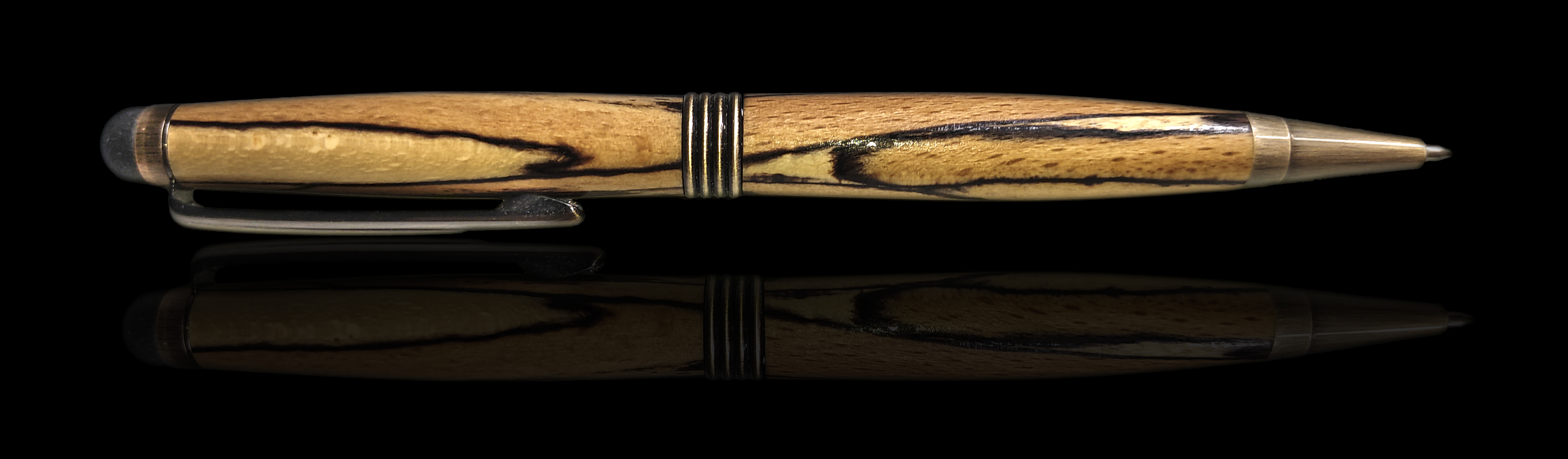
Kugelschreiber mit einem Gehäuse aus gestockter Buche

Eine besondere Art, gewachsenem Holz eine außergewöhnliche Struktur zu verleihen, besteht darin, dieses durch Lagern in einer feuchten Umgebung mit einem parasitären Pilz zu infizieren (Stocken). Der Pilz durchdringt die Schichten des Holzes und verändert die Beschaffenheit der Zellen. Durch dieses Verfahren entstehen individuelle Muster und Farbschattierungen. Das so behandelte Holz eignet sich anschließend hervorragend zur Herstellung von Designobjekten aller Art. Um die durch den Pilz geschwächte Holzstruktur zu stabilisieren, werden in der Regel nach dem Stocken Harze oder Kunststoffe durch spezielle Vakuumverfahren in das Material eingebracht.
Zu ähnlichen Ergebnissen wie das Stocken führt ein besonderer Vereisungsprozess, der auf Buchenholz angewendet wird. Nach dem Durchfeuchten des Holzes wird dieses vereist und danach getrocknet. Als Resultat erhält man ein sehr helles Holz, das fast schwarz gemasert ist. Dieses auch sehr selten in der Natur vorkommende Ergebnis wird als Eisbuche bezeichnet.

## Wirtschaftliche Bedeutung

### Geschichte

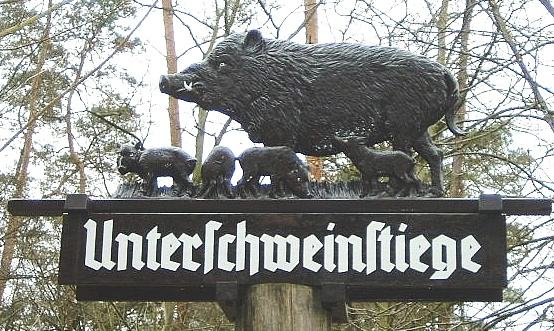
Ortsnamen zeugen noch von der Mästung in den Wäldern, hier im Frankfurter Stadtwald

Holz ist einer der ältesten und wichtigsten Roh- und Werkstoffe der Menschheit. Im frühen Mittelalter war es der wichtigste Werk- und Brennstoff. Das Recht, im nächsten Wald Holz zu schlagen, wurde Holzschlag genannt und in manchen Rechtsgeschäften ausdrücklich erwähnt, weil es nicht jedem zustand und eigens verliehen werden musste. Die damals im Bodenseeraum häufigen Eichen- und Buchenwälder waren eine gute Mastgrundlage für Schweine, die die wichtigsten Fleischlieferanten darstellten.
Um die vom Brennholz ausgehenden Brandgefahren zu mindern, wurden Anfang des 19. Jahrhunderts baupolizeilichen Verordnungen hinsichtlich zur Brandverhütung in Textform erlassen. Beispielsweise erließ die herzoglich-nassauische Regierung im November 1826 eine solche Verordnung für ihr Herrschaftsgebiet. Hierzu gehörte das Trocknen des Holzes auf den Öfen, Kaminen, Herden und Ofenrohren.

### Gegenwart
Nach wie vor übersteigt die jährliche Holzproduktion die Mengen an Stahl, Aluminium und Beton. Die Gesamtmenge der weltweit in den Wäldern akkumulierten Holzmasse wurde von der FAO für das Jahr 2005 auf etwa 422 Gigatonnen geschätzt. Jährlich werden derzeit 3,2 Milliarden m³ Rohholz eingeschlagen, davon fast die Hälfte in den Ländern der Tropen. Das Rundholzaufkommen (2011) belief sich lauf FAO auf 1,578 Mrd. m³. Die höchste jährliche Einschlagsintensität findet sich allerdings mit 2,3 m³/ha in Westeuropa. Fast die Hälfte des globalen Holzaufkommens wird als Brennholz verwendet, was vor allem auf die Länder der tropischen Zone zurückgeht. Hier ist die Energiegewinnung noch immer die wichtigste Holznutzungsart – der Brennholzanteil in Westeuropa beträgt demgegenüber nur knapp ein Fünftel des Einschlags.
Im Jahr 2000 wurden lediglich 2 % des weltweit eingeschlagenen Holzes als Rohholz exportiert; der Verbrauch bzw. die Verarbeitung zu Halbwaren (Schnittholz, Holzwerkstoffe, Faserstoffe für Papier sowie Papier und Pappe) erfolgt also fast ausschließlich in den Herkunftsländern. Die größten Verbraucher an weltweit produzierten Holzhalbwaren sind mit 73–87 % die Länder der temperierten Zone. Auf der Produzentenseite hatte 1998 hier die Schnittholzproduktion nur einen Anteil von 35 % an der Gesamtproduktion, jeweils 16 % entfielen auf Holzwerkstoffe sowie auf Faserstoffe für Papier und 32 % auf Papier und Pappe.
China entwickelte sich zum größten Holzimporteur weltweit. Holz wird vor allem für Bau und Möbelproduktion verwendet. Viel der Möbelproduktion Chinas geht ins Ausland.

#### Europa ohne Russland
Die prozentual waldreichsten Länder Europas ohne Russland sind Finnland, Slowenien, Schweden und mit etwas Abstand Österreich. Die in absoluten Werten größten Waldflächen finden sich in Schweden (etwa 28 Millionen Hektar), Finnland, Spanien, Frankreich und Deutschland. Über die höchsten mittleren Vorräte Holz pro Hektar Wald verfügt man in der Schweiz, Österreich, Tschechien, der Slowakei und Slowenien (jeweils mehr als 250), während Deutschland mit über 3,4 Milliarden Vorratsfestmetern in Europa über die höchsten Holzvorräte insgesamt verfügt (gefolgt von Schweden, Frankreich und Finnland).
Die Holznot, ein bevorstehender oder bestehender Mangel an Holz, wurde seit dem 16. Jahrhundert bis in das frühe 19. Jahrhundert als bedeutendes wirtschaftliches und gesellschaftliches Problem wahrgenommen. Die Debatte darüber führte mit zur Umstellung auf fossile Brennstoffe im Verlauf der Industrialisierung und mit zur systematischen Professionalisierung der Forstwirtschaft und Forstwissenschaft.

#### Deutschland
Der Wald in Deutschland bedeckt mit 11,4 Millionen Hektar 32 Prozent der Gesamtfläche des Landes und besitzt einen Holzvorrat von insgesamt 3,7 Milliarden Vorratsfestmeter.
Der jährliche Holzeinschlag kann aufgrund von Wetterereignissen und Holzpreisentwicklungen stark schwanken. Im längerfristigen Vergleich hat er deutlich zugenommen: Im Durchschnitt der Jahre 1993 bis 2002 wurden jährlich 38,4 Millionen Kubikmeter eingeschlagen, im Zeitraum 2003 bis 2012 waren es durchschnittlich 56,8 Millionen Kubikmeter. Im Jahr 2020 wurden in Deutschland etwa 80 Mio. Festmeter eingeschlagen. Natürliche Störungen wie Stürme oder Sommertrockenheit haben einen großen Einfluss sowohl auf den Vorratszuwachs als auch auf den forstlichen Einschlag. Soll das Holz nach einem solchen Störungsereignis energetisch oder stofflich genutzt werden, muss es relativ rasch aus dem Wald geholt werden. Solche natürlichen Einflüsse haben daher auch einen starken Einfluss auf die Holzpreise (Angebot steigt).
Um die Anteile von Nadel- zu Laubholz exemplarisch zu zeigen, soll das Jahr 2014 als Beispiel dienen: 2014 betrug der Holzeinschlag in Deutschland insgesamt 54,4 Millionen Erntefestmeter ohne Rinde. Davon entfielen 40,1 Millionen Erntefestmeter auf Nadelholz und 14,2 Millionen Erntefestmeter auf Laubholz. 44 Prozent des bundesweiten Holzeinschlags wurden 2014 im Privatwald getätigt, 20 Prozent im Körperschaftswald, 34 Prozent im Staatswald der Länder und 2 Prozent im Bundeswald.
Die wichtigsten Nutzholzarten sind Fichte, Kiefer, Buche und Eiche. Die Forstwirtschaft und vor allem die Holzwirtschaft (Holzindustrie) tragen mit ca. 2 % zur Bruttowertschöpfung bei. Holz hat als Roh- und Werkstoff eine stark steigende Bedeutung erlangt, da es nahezu CO2-neutral erzeugt werden kann, sich – zumindest theoretisch – gut mit ökologischer und nachhaltiger Wirtschaftsweise verträgt, mit geringem Energieaufwand zu verarbeiten ist und vollständig stofflich verwertet werden kann. Als Energieträger ist Holz allerdings nicht pauschal als klimaneutral anzusehen. Sowohl bei Bewirtschaftung, Aufbereitung und Transport des Energieträgers werden fossile Ressourcen eingesetzt. Die Verwertung von Holz insbesondere im Baubereich erzeugt eine wesentlich längere Bindung von Kohlenstoff, kommt aber eher für entsprechend dimensionierte Baumdurchmesser in Betracht. Auch das Belassen von Holz als Lebend- und Totholz im Wald kann fallweise deutlich positivere Klimaschutzfunktionen als die Energieholznutzung (Verheizen) erfüllen. Fachgerecht hergestellt und verarbeitet ist Holz in der stofflichen Verwendung ein dauerhafter Werkstoff. Im Jahr 2011 lag der Gesamtumsatz in der deutschen Holzindustrie bei 14,95 Milliarden Euro.

#### Österreich
Österreich hat eine Waldfläche von 3,92 Millionen Hektar (1998), das sind über 46 % des Staatsgebietes, mit steigender Tendenz. Der Ertragswald umfasst 83 % der Waldfläche, Baumartenzusammensetzung im Ertragswald (nach Holzvorrat): Fichte 61,4 %, Buche 9,2 %, Kiefer 9,0 % und Lärche 6,8 %.

## Normen und Standards
- DIN 68364 (2003-05): Kennwerte von Holzarten – Rohdichte, Elastizitätsmodul und Festigkeiten
- DIN 4074–1 (2008-12): Sortierung von Holz nach der Tragfähigkeit – Teil 1: Nadelschnittholz
- DIN 4074–2 (1958-12): Bauholz für Holzbauteile; Gütebedingungen für Baurundholz (Nadelholz)
- DIN 4074–5 (2008-12): Sortierung von Holz nach der Tragfähigkeit – Teil 5: Laubschnittholz
- DIN EN 13556 (2003-10): Rund- und Schnittholz – Nomenklatur der in Europa verwendeten Handelshölzer
- DIN EN 350–2 (1994-10): Dauerhaftigkeit von Holz und Holzprodukten – Natürliche Dauerhaftigkeit von Vollholz